# Nauphoeta cinerea
Nauphoeta cinerea är en kackerlacksart som först beskrevs av Olivier 1789.  Nauphoeta cinerea ingår i släktet Nauphoeta och familjen jättekackerlackor. Inga underarter finns listade i Catalogue of Life.